# Genmei japán császárnő
Genmei császárné (元明皇后; Hepburn: Genmei-kōgō, ’660. – 721. december 29.’), más néven Genmjó császárnő, a hagyományos öröklési rend szerint a 43. uralkodója volt Japánnak. Genmei uralma 707-től 715-ig tartott. Japán történelmében Genmei volt nyolc nő közül a negyedik, aki császárnőként uralkodott. A Genmei előtt lévő három császárnő neve Szuiko, Kógjoku/Szaimei és Dzsitó volt. Az utána uralkodó négy nő neve Gensó, Kóken/Sótoku, Meisó és Go-Szakuramacsi volt.

## Története a hagyomány szerint
A Krizantém Trónra való felemelkedése előtt a személyneve (imina) Abe-hime volt. Genmei császárnő Tendzsi császár negyedik lánya volt, és Dzsitó császárnő féltestvére. Az anyja, Mei-no-Iracume (akit Szoga-hime néven is ismernek), Szoga-no-Kura-no-Jamada-no-Isikava-no-Maro udaidzsin lánya volt (akit Szoga Jamada-no Ó-omi néven is ismernek).

### Genmei életének főbb eseményei
Genmei Kuszakabe no Miko trónörökös hitvestársává (njógo) vált, aki Tenmu császár és Dzsitó császárnő fia volt. A fiuk, Monmu császár 707-ben bekövetkező halála után az asszony elfoglalta a trónt. Legalább egy elbeszélés utal rá, hogy azért fogadta el a császárnői rangot, mert Mommu császár úgy érezte, hogy a fia (és Genmei unokája) még túl fiatal volt ahhoz, hogy megbirkózzon a császári lét nehézségeivel.
- 707. július 18. (Keiun 4, a hatodik hónap 15. napja): Monmu-tennó uralmának 11. évében (文武天皇十一年) a császár meghalt, és az édesanyja követte a trónon (szenszo), aki a fiatal unokája számára őrizte azt. Azt tartják, hogy röviddel ezután Genmei császárnő foglalta el a trónt (szokui).[8]
- 707 (Keiun 4): A jelentések szerint rézlelőhelyeket találtak[7] a Muszasi tartománybeli Csicsibuban,[9] amely terület a mai Tokiót is magában foglalja.[7]
- 708 (Keiun 5): A korszak nevét meg akarták változtatni, hogy jelezze Genmei császárnő trónra lépését, de a réz felfedezése miatt a Vadó név tűnt ideálisnak a nengó számára. Japánul a réz neve dó (銅), és mivel hazai rézről volt szó, a va Japánra utaló ősi kínai elnevezéssel kombinálva alkották meg a japán réz jelentésű vadó kifejezést.
- 708. május 5. (Vadó 1, a negyedik hónap 11. napja) Az újonnan felfedezett Muszasi rézből mintát mutattak be Genmei udvarában, ahol hivatalosan is japán réznek nyilvánították.[10] Ez után pénzverdét hoztak létre Ómi tartományban.[6]
- 708 (Vadó 1, harmadik hónap): Fudzsivara no Fuhito lett a jobbfelőli személynök (udaidzsin) kinevezve. Iszonokami no Maro pedig a balfelőli személynök (szadaidzsin) lett.[11]
- 709 (Vadó 2, harmadik hónap): Mucu és Ecsigo tartományokban felkelés tört ki a kormányzati hatóság ellen. Azonnal csapatokat küldtek ki a leverésére.[11]
- 709 (Vadó 2, ötödik hónap): Követek érkeztek Szillából, hűbéri sarcot hozva magukkal. Meglátogatták Fudzsivara no Fuhitot, hogy előkészítsék az utat további látogatásokra.[12]
- 710 (Vadó 3, harmadik hónap): Gemnei császárnő Narát[6]  tette meg hivatalos tartózkodási helyéül. Már Monmu uralkodásának utolsó éveiben megkezdődött a készülődés a költözéshez, de a munkát nem tudták befejezni a néhai uralkodó halála előtt.[11]   Röviddel azután, hogy a nengót Vadóra változtatták, császári rendeletet adtak ki az új főváros megalapításáról  a narai Heidzsó-kjóban, Jamato tartományban. Ősi időktől fogva hagyomány volt, hogy a fővárost minden új uralom kezdetén új helyre költöztették. Monmu császár azonban úgy döntött, hogy inkább a Dzsitó császárnő alapította[13] Fudzsivara palotában marad. Genmei császárnő palotáját Nara-no-mijának nevezték el.[5]
- 711(Vadó 4, harmadik hónap): Kiadták a Kodzsikit három kötetben. Ez a mű Japán történelmét írja le a mitikus isteni uralkodók korszakától Szuiko császárnő uralma ötödik évének első hónapja 28. napjáig (597).[11] Tenmu császár nem tudta befejeztetni a munkát 686-ban bekövetkező halála előtt. Genmei császárnő és a többi bírósági képviselő érdeme az óriási projekt pártfogolása.
- 712 (Vadó 5): Mucu tartományt elválasztották Deva tartománytól.[11]
- 713 (Vadó 6, harmadik hónap): Tamba tartományt elválasztották Tango tartománytól, Mimaszaka tartomány elkülönült Bizen tartománytól, és Hjúga tartomány elszakadt Oszumi tartománytól.[11]
- 713 (Vadó 6): Megkezdődött a Fudoki összeállítása egy császári rendeletben kiadott nyomtatási engedéllyel. Ma is megvannak az Izumo, Harima, Hitacsi és két másik tartomány népszámlálási eredményeiről készített másolatok.[6] Ezt a munkát abból a célból hozták létre, hogy számon tartsanak minden tartományt, várost, hegyet, folyót, völgyet és síkságot. Japán növényeinek, fáinak, madarainak és emlőseinek a jegyzékének szánták. Ezenkívül össze kívánták gyűjteni benne a fontosabb eseményeket, amik az ősi időktől kezdve történtek az országban.[11]
- 713 (Vadó 6): A Mino és Sinano tartományokon áthaladó utat kiszélesítették, hogy több utazó elférjen rajta. A mai Nagano prefektúrában lévő Kiszo körzetben is kiszélesítették az utat.[11]
- 715 (Vadó 8): Genmei lemondott a trónról a lánya, a későbbi Gensó császárnő kedvéért.[14]

Miután Genmei császárnő áthelyezte kormányának a székhelyét Narába, a hegyvidéki terület a következő hét uralkodó idejében is főváros maradt. Bizonyos értelemben a Nara korszak évei a császárnő uralmának a következményei.
Genmei eredetileg azt tervezte, hogy trónon marad unokájának felnőtté éréséig. Azonban 715-ben lemondott az uralomról a lánya,  Mommu nővérének a kedvéért, akit aztán később Gensó császárnőként ismertek. Gensót az unokaöccse követte a trónon, aki Sómu császárként vált ismertté.
A császárnő nyolc évig volt uralmon. Bár rajta kívül még hét uralkodó császárnő volt Japán történelmében, az ő utódaikat általában a császári vérvonal férfi leszármazottai közül választották ki. Ezért néhány konzervatív tudós azzal érvel, hogy a nők uralma átmeneti volt, és ezért a 21. században is fenn kell tartani a kizárólagos férfi öröklődési rendet. Genmei császárnő, akit a lánya követett a trónon, marad az egyetlen kivétel ez alól a hagyományos érv alól.
Lemondása után Daidzsó-tennóként ismerték. Ő volt Dzsitó császárnő után a második nő, aki elnyerte ezt a címet. Genmei visszavonulásban élte hátralévő hét évét a 61 évesen bekövetkező haláláig.
Genmei sírjának pontos helye ma is ismert. Narában, egy sintó szentélyben (miszaszagi) fejezik ki iránta tiszteletüket.

### Genmei uralmának időszakai[7]
- Keiun (704–708)
- Vadó (708–715)
- Reiki (715–717)

## Fordítás
Ez a szócikk részben vagy egészben  az   Empress Genmei című angol Wikipédia-szócikk fordításán alapul.  Az eredeti cikk szerkesztőit annak laptörténete sorolja fel. Ez a jelzés csupán a megfogalmazás eredetét és a szerzői jogokat jelzi, nem szolgál a cikkben szereplő információk forrásmegjelöléseként.